# مراکوو (شهرستان کوگارچینسکی، باشقیرستان)
مراکوو (انگلیسی: Mrakovo, Kugarchinsky District, Republic of Bashkortostan) یک شهرک در شهرستان کوگارچینسکی جمهوری باشقیرستان در کشور روسیه است.